# McStroke
McStroke (titulado McInfarto en España y Don Embolia en Hispanoamérica) es el octavo episodio de la sexta temporada de la serie Padre de familia emitido el 13 de enero de 2008 a través de FOX. El capítulo está escrito por Wellesley Wild y dirigido por Brian Iles. Al igual que en los episodios anteriores.
El argumento se centra en por una parte en Peter, quien tras consumir una cantidad desproporcionada de hamburguesas en un fast food sufre un infarto cerebral, mientras Stewie intenta convertirse en el estudiante más popular del instituto.

## Argumento
Peter decide dejarse bigote para mejorar su imagen, sin embargo, a medida que crece el vello facial su obsesión por él también hasta tal punto de calificarlo como su "posesión más preciada". Mientras pasea por la calle ve cómo se incendia el fast food local: McBurgertown. Debido a su bigote, los bomberos presentes (también con bigote) le toman por uno de ellos y le piden que les ayude en la extinción del fuego hasta que oye a una persona atrapada en el local, por lo que decide poner en riesgo su integridad para salvarle de las llamas, sin embargo su heroicidad le cuesta el bigote.
La pérdida del bigote le provoca a Peter un vacío emocional hasta que el hombre al que salvó la vida, el dueño del fast food le ofrece en señal de agradecimiento un suministro de hamburguesas de por vida, lo cual Peter acepta encantado. No obstante, este abusa de la oportunidad tras ingerir una treintena de hamburguesas de golpe y termina sufriendo un infarto cerebral que provoca que la parte izquierda de su cuerpo quede paralizada.
Pasan los meses y Peter parece estar más alicaído hasta que da con una clínica que ofrecen cura con células madre que le devuelve a su estado de siempre. Tras recuperarse, finalmente decide demandar a McBurgertown como responsable de su infarto a pesar de no ser responsables de que abusara de los productos por lo que pierde en el juicio. No obstante insiste en demostrar la perfidia de la empresa colándose junto a Brian en la sede central de la compañía. Una vez dentro descubren el matadero en el que varias vacas permanecen hacinadas a la espera de su fatídico desenlace, casualmente una de ellas tiene la capacidad de hablar e intentan liberarla para que de testimonio de las atrocidades a las que son sometidas provocando la bancarrota de la empresa por maltrato animal.
Por otro lado y tras ver una teen drama, Stewie crítica la actitud deprimente de los adolescentes y apuesta con Brian a que en una semana puede convertirse en el "chico más popular del instituto". Tras colarse en el James Woods High disfrazado como un estudiante más llamado Zac Sawyer consigue ganarse la confianza del grupo de populares, entre los que se encuentra Connie D'Amico, con la que empieza a salir. Finalmente le gana la apuesta al can, pero lejos de terminar con la charada, decide seguir adelante tras conseguir una cita con Connie D'Amico en un lugar llamado Punto Anal dónde van los jóvenes a mantener relaciones sexuales, sin embargo no sale como estaba planeado ya que tras desnudarse, Connie se ríe de él por el tamaño de su pene y se carga su popularidad de un plumazo tras contárselo a todo el instituto. Ante la mala jugada Stewie decide vengarse y le pide a Connie un último beso antes de irse para hacerla pasar por una pedófila tras revelar a todos que "está metiendo mano" a un bebé desnudo siendo detenida en el momento.

## Producción
El episodio fue escrito por Wellesley Wild y dirigido por Brian Iles, los cuales han sido parte del equipo técnico desde la cuarta temporada en el primero mientras que el segundo ya dirigió Back to the Woods de la misma temporada. Peter Shin y James Purdum participaron como supervisores de producción.
Al igual que en los anteriores episodios, este también contó con la ausencia de Seth MacFarlane debido a que en aquel entonces se unió a la huelga de guionistas. Participó en la elaboración del guion y en la grabación de sus personajes, sin embargo no dio su visto bueno para la emisión del capítulo.
Aparte del reparto habitual, el episodio contó con la participación de Ricardo Montalbán, siendo este uno de sus últimos trabajos tras su fallecimiento.

## Referencias culturales

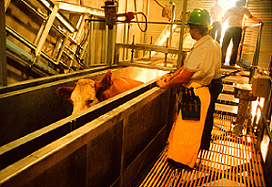
Imagen de una res en un matadero